# コート・ダジュール (宝塚歌劇)
『コート・ダジュール』は宝塚歌劇団によって制作された舞台作品。雪組公演。形式名は「ミュージカル・ショー」。16場。作・演出は小原弘稔、演出は石田昌也。併演作品は『ブルボンの封印』。

## 公演期間と公演場所
- 1993年10月29日 - 12月14日　宝塚大劇場[1]
- 1994年3月3日 - 3月28日　東京宝塚劇場[2]

## 解説
※『宝塚歌劇100年史（舞台編）』の宝塚大劇場公演参考。
南フランス、コート・ダジュールにある港を舞台とした作品。海軍軍人フィリップを中心に、その友人たちと彼らのガールフレンドが繰り広げられる、ほろ若くも淡い恋物語を歌とダンスで綴った作品。彼らの出会い、そして別れを歌とダンスのみのミュージカル・タッチで描き、宝塚では珍しい様式のショー作品であった。

## スタッフ
※氏名の後ろに「宝塚」「東京」の文字がなければ両劇場。
- 作曲・編曲：吉崎憲治/高橋城/南安雄/西村耕次
- 音楽指揮：小高根凡平（宝塚）、清川知巳（東京）
- 振付：山田卓/藍エリナ/モリー・モローイ
- 装置：石濱日出雄
- 衣装：有村淳
- 照明：今井直次
- 音響：加門清邦
- 小道具：万波一重
- 効果：三尾典正
- 演出助手：中村一徳
- 振付助手：御織ゆみ乃
- 装置補：広森守
- 舞台進行：森田智宏
- 制作：古澤真
- 製作担当：長谷山太刀夫（東京）

## 主な配役
※宝塚・東京共通。
- フィリップ[3][4]、踊る紳士S[4]、紳士S[4] - 一路真輝
- イヴォンヌ[3][4]、歌う淑女[4]、淑女S[4] - 紫とも
- レイモン[3][4]、歌う紳士[4]、紳士A[4] - 高嶺ふぶき
- ミシェル[3][4]、歌う紳士[4]、紳士A[4] - 轟悠
- ユベール[3] - 香寿たつき
- ルー[3] - 和央ようか
- マリー[3][4] - 花總まり
- ルーの母親[3] - 京三紗
- 踊る男[3] - 古代みず希
- ジゴロS[3] - 泉つかさ
- ショーガールS[3] - 五峰亜季

＊東京公演では純名里沙はテレビ出演のため休演。